# Inca Roca

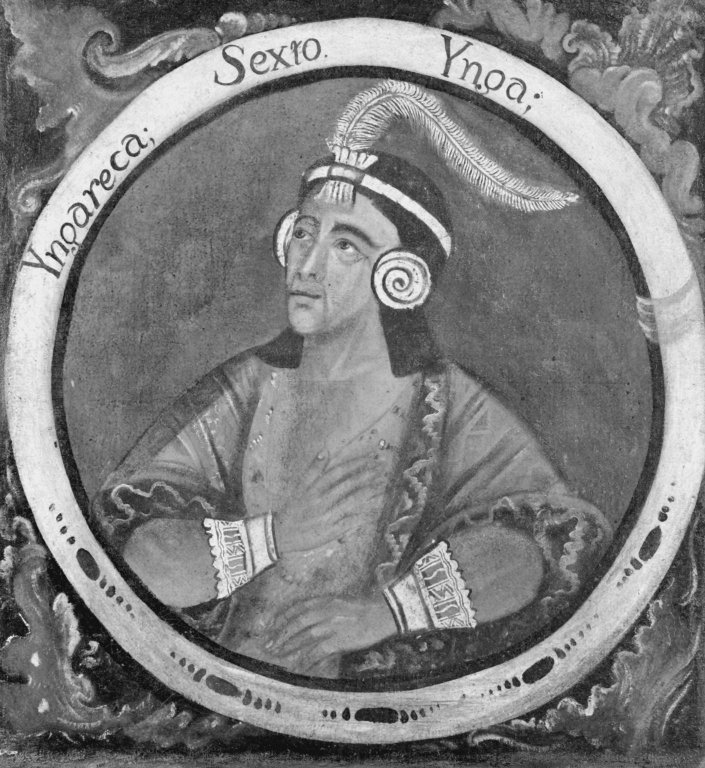
Inca Roca

Inca Roca (Quechua: Inka Ruq'a) was de zesde Inca-heerser van het koninkrijk Cuzco, het latere Incarijk. Inca Roca was de eerste heerser met de titel Inca. Hij regeerde vanaf ongeveer 1350. Inca Roca was de vader van de latere Inca-heerser Yáhuar Huácac en de zoon van Cápac Yupanqui. Hij was getrouwd met Mama Michay.
Oorspronkelijk zou de broer van Inca Roca, Quispe Yupanqui, de troon overnemen van Cápac Yupanqui, maar deze werd vermoord door rebellen die de macht liever in de handen van Inca Roca zagen. Inca Roca kwam dus door een staatsgreep aan de macht.
Inca Roca behoorde tot de 'Hanan Cuzco', ofwel tot de parcialidad (gemeenschap) Hoog-Cuzco, het hoger gelegen deel van de stad, terwijl de Zonnetempel, Inti Kancha, in het lagere gedeelte, het 'Hurin Cuzco' stond. Voorheen kwamen de heersers uit Hurin Cuzco. Voortaan zouden de heersers de titel Inca dragen. De vorst mocht niet meer in de benedenstad wonen en iedere nieuwe Inca bouwde zich een paleis, een eigen, nieuwe residentie, in de bovenstad. De Zonnetempel was voortaan uitsluitend aan de cultus voorbehouden. Mogelijk werd in deze tijd de 'religieuze en civiele hiërarchie, tussen de hogepriester en de keizer' gescheiden. Eerder waren 'beide ambten in één persoon verenigd' en bewoonde de keizer de Zonnetempel in de benedenstad (hurin).
Inca Roca sloeg een opstand neer van 'partijgangers van Hurin Cuzco en een groep ayllu-hoofden', die onafhankelijkheid nastreefden. Daarna nam hij het op tegen de Chanca's, die de Andahuaila's hadden onderworpen. Inca Roca verdreef de Chanca's naar het westen en bevrijdde de Andahuaila's.
Inca Roca spande zich als eerste keizer in voor de vergroting en verfraaiing van de hoofdstad Cuzco. Hij liet scholen bouwen, 'waar de wijzen onderwezen'. 
Zijn zoon werd ontvoerd en met de dood bedreigd door leden van het bondgenootschap 'in verband met een rivaliteit op amoureus terrein', maar wist genade te krijgen nadat hij tranen van bloed had geweend en ontsnapte naar Cuzco. Daar werd Yahuar Huacac, 'hij, die bloedige tranen stort', de mederegent van zijn vader Inca Roca en later, rond 1380, diens opvolger.